# Selbstbefassungsrecht
Das Selbstbefassungsrecht beschreibt das Recht eines  Parlamentarischen Ausschusses, sich innerhalb des jeweiligen Zuständigkeitsbereiches aus eigener Initiative mit einem Sachverhalt zu beschäftigen und dem Parlament die erarbeiteten Vorschläge zu unterbreiten.
Das Selbstbefassungsrecht der parlamentarischen Ausschüsse ist im § 62 Absatz 1 der Geschäftsordnung des Deutschen Bundestages verankert. Darin heißt es: 
"Die Ausschüsse sind zu baldiger Erledigung der ihnen überwiesenen Aufgaben verpflichtet. Als vorbereitende Beschlußorgane des Bundestages haben sie die Pflicht, dem Bundestag bestimmte Beschlüsse zu empfehlen, die sich nur auf die ihnen überwiesenen Vorlagen oder mit diesen in unmittelbarem Sachzusammenhang stehenden Fragen beziehen dürfen. Sie können sich jedoch mit anderen Fragen aus ihrem Geschäftsbereich befassen; mit Angelegenheiten der Europäischen Union, die ihre Zuständigkeit betreffen, sollen sie sich auch unabhängig von Überweisungen zeitnah befassen."